# 에볼루션 (영화)
《에볼루션》(영어: Evolution)은 2001년 개봉한 미국의 SF 코미디 영화이다.

## 줄거리
커다란 유성체가 애리조나주 소노라 사막 동굴에 떨어지고 소방관을 지망하는 웨인 그레이가 이를 목격한다. 다음 날 아침 동굴을 조사한 교수 아이라 케인과 해리 블록은 유성체가 품은 외계 미생물이 몇 백만 년 어치에 해당하는 진화를 겨우 몇 시간 안에 압축 진행했다는 걸 발견한다.
이후 며칠 사이 외계 생명은 균, 편형동물, 수생 생물 단계를 거친다. 동굴은 육군 관리 하에 들어가고 아이라와 해리는 러셀 우드먼 준장과 유행병학자 앨리슨 리드의 도움을 받아 계속 연구를 진행하려고 한다. 하지만 육군은 이들의 접근을 막고, 아이라가 소송을 제기하면서 아이라가 과거 탄저 백신을 개발하며 14만 명의 군인에게 심각한 부작용을 야기하여 제대 조치되었다는 사실이 밝혀진다.
아이라와 해리는 새로운 표본을 얻기 위해 군 기지를 침투했다가 동굴 안에 열대 동식물을 포함한 외계 생태계가 형성됐다는 걸 알게 된다. 심지어 본래는 산소를 호흡할 수 없던 외계 생물들은 지구 환경에 적응해 진화하였고, 파충류 외계 생명이 컨트리 클럽 주인을 살해하는 등 주민들이 공격당하기 시작한다. 앨리슨은 외계 생명이 겨우 2달 안에 미국 전체를 장악할 수 있다는 계산에 이른다.
우드먼 장군은 네이팜탄으로 이 외계 생태계를 파괴할 것을 허가한다. 그러나 아이라는 폭탄에서 발생한 열이 도리어 진화를 가속화할 것을 깨닫고, 실제로 네이팜탄을 맞은 외계 생명체들은 하나의 거대한 아메바 형태의 생명체가 되어 빠르게 증식한다.
아이라는 질소에 기반해 살아가는 생명체에게 독소로 작용하는 셀레늄이 외계 생명을 죽일 수 있을 거란 가설을 세우고 학생들 도움으로 황산화 셀레늄이 유효 성분으로 쓰이는 헤드&숄더 샴푸를 찾는다. 소방차에 가득 채운 샴푸를 주입하자 외계 생명체가 폭파되고 앨리슨은 영웅으로 떠오른다. 웨인은 정식 소방관이 되고 아이라는 앨리슨과 연애를 시작한다.

## 출연
- 데이비드 듀코브니 - 아이라 케인 대령 역
- 올랜도 존스 - 해리 피니어스 블록 교수 역
- 숀 윌리엄 스콧 - 웨인 그레이 역
- 줄리앤 무어 - 앨리슨 리드 박사 역
- 테드 러바인 - 러셀 우드먼 준장 역
- 이선 수플리 - 디크 도널드 역
- 캐서린 타운 - 네이딘 역
- 마이클 레이 바워 - 대니 도널드 역
- 팻 킬베인 - 샘 존슨 경관 역
- 타이 버렐 - 플레밍 대령 역
- 그레고리 잇진 - 배리 카트라이트 역
- 댄 애크로이드 - 루이스 주지사 역
- 카일 개스 - 드레이크 경관 역
- 세라 실버먼 - 데니즈 역
- 제리 트레이너 - 토미 역
- 스티븐 길본 - 길더 판사 역
- 리처드 몰 - 소방 훈련 감독관 역
- 존 조 - 학생 역

## 우리말 녹음
SBS 성우진 (2004년 4월 15일)
- 이규화 - 케인(데이비드 듀코브니)
- 이향숙 - 앨리슨(줄리앤 무어)
- 이인성 - 해리(올랜도 존스)
- 김일 - 웨인(숀 윌리엄 스콧)
- 조동희
- 기경옥
- 장광
- 장주영
- 조예신
- 안종덕
- 윤복성
- 윤미나
- 이상범
- 김선혜